# Melon: Remixes for Propaganda
Melon: Remixes for Propaganda – kompilacyjny, składający się z remiksów album rockowej grupy U2. Został wydany specjalnie dla członków fan clubu/magazynu „Propaganda”, wiosną 1995 roku. Część remiksów była wcześniej dostępna na wydawanych singlach oraz kilka zostało później wydanych na innych singlach i kompilacjach. Pozostałe znalazły się wyłącznie na tym albumie.

## Lista utworów
Muzykę skomponowało U2, a teksty napisał Bono.
1. „Lemon” (The Perfecto mix) – 8:57
  - Zremiksowany przez Paula Oakenfolda i Steve’a Osbourne’a.
  - Wcześniej dostępny na singlach „Lemon” i „Stay (Faraway, So Close!)”.
2. „Salomé” (Zooromancer remix) – 8:02
  - Zremiksowany przez Pete’a Hellera i Terry’ego Farleya.
  - Wcześniej dostępny na singlu „Who's Gonna Ride Your Wild Horse”.
3. „Numb” (Gimme Some More Dignity mix) – 8:47
  - Zremiksowany przez Rollo Armstronga i Roba Dougana (jako „Rob D”).
  - Wcześniej niewydany.
4. „Mysterious Ways” (The Perfecto mix) – 7:07
  - Zremiksowany przez Paula Oakenfolda i Steve’a Osborne’a.
  - Wcześniej dostępny na singlu „Mysterious Ways”.
5. „Stay (Faraway, So Close!)” (Underdog mix) – 6:45
  - Zremiksowany przez Underdoga.
  - Wcześniej niewydany.
6. „Numb” (The Soul Assassins mix) – 3:58
  - Zremiksowany przez Soul Assassins.
  - Wcześniej niewydany, jednak później dostępny na singlu „Last Night on Earth”.
7. „Mysterious Ways” (Massive Attack Remix) – 4:50
  - Zremiksowany przez Massive Attack.
  - Wcześniej niewydany.
8. „Even Better Than the Real Thing” (The Perfecto mix) – 6:39
  - Zremiksowany przez Paula Oakenfolda i Steve’a Osborne’a.
  - Wcześniej dostępny na singlu „Even Better Than the Real Thing”.
9. „Lemon” (Bad Yard Club mix) – 8:36
  - Zremiksowany przez Davida Moralesa.
  - Wcześniej dostępny na singlu „Lemon”.

## Twórcy
- Bono – wokal
- The Edge – gitara, instrumenty klawiszowe, wokal
- Adam Clayton – gitara basowa
- Larry Mullen Jr. – perkusja
- Nick Angel – produkcja